# 蕭執
蕭執（？—？），字子所，江西泰和人。明朝初期政治人物。
其于洪武四年中举，后担任國子學錄。次年，朱元璋到北郊后召尚書吳琳、主事宋濂等随从，当时召见数位学士觐见。后命蕭執赋诗，后获朱元璋喜好，此后明太祖经常留意其文章，其与陳觀受宠尤甚。